# 伊薩貝里
伊薩貝里（法語：Issabéry），是馬里的城鎮，位於該國北部，由通布圖區的貢達姆省負責管轄，處於法吉賓湖南岸，面積26,220平方公里，海拔高度377米，2009年人口2,983，人口密度每平方公里0.11人。